# Laurence Harding-Smith
Laurence Neville Harding-Smith (* 11. Dezember 1929; † 4. Juli 2021 in Brisbane) war ein australischer Fechter.

## Karriere
Laurence Harding-Smith wurde 1952 und 1954 australischer Meister mit dem Degen. 1954 konnte er bei den British Empire and Commonwealth Games in Vancouver mit der australischen Mannschaft Bronze mit dem Degen und dem Säbel gewinnen. Bei den Olympischen Sommerspielen 1956 in Melbourne trat Harding-Smith im Degen Einzelwettkampf an.
Nach seiner Zeit als aktiver Fechter war Harding-Smith für zwei Amtszeiten Präsident der Australian Amateur Fencing Association.